# Gare de Tomihara
La gare de Tomihara (富原駅, Tomihara-eki) est une gare ferroviaire située dans la ville de Maniwa, dans la préfecture d'Okayama au Japon. La gare est exploitée par la compagnie JR West,sur la ligne Kishin.

## Service des voyageurs

### Desserte
La gare de Tomihara est une gare disposant d'un quai et d'une voie 

| N° de voie | Ligne    | Direction |
| ---------- | -------- | --------- |
| 1          | ▆ Kishin | Tsuyama   |
| 1          | ▆ Kishin | Niimi     |

| JR West          |               |               |               |                 |
| Direction Himeji | Ligne Kinshin | Ligne Kinshin | Ligne Kinshin | Direction Niimi |
| Tsukida          |               | -             |               | Osakabe         |